# Lotrinské vévodství
Lotrinské vévodství (francouzsky Duché de Lorraine, německy Herzogtum Lothringen) neboli Hornolotrinské vévodství (francouzsky Duché de Haute-Lorraine, německy Herzogtum Ober-Lothringen) byl státní útvar, který existoval mezi lety 959 až 1766 v oblasti Horního Lotrinska.
Původní Lotrinsko – Lotharingie byla část Středofranské říše, která v roce 855 připadla Lotharovi II., a první vévoda zde byl jmenován roku 903. V roce 959 byla Lotharingie rozdělena na dvě vévodství:  Dolní Lotrinsko v severnější nížinné oblasti a jižní hornatější Horní Lotrinsko. Zatímco suverenita a celistvost Dolního Lotrinska se během středověku postupně ztratila, sousední hornolotrinské vévodství si uchovalo význam po celou dobu středověku jako součást Svaté říše římské. V období novověku se opakovaně dostávalo do sféry vlivu francouzského království. V roce 1737 titul vévody získal tchán francouzského krále, sesazený polský král Stanislav Leszczyński a po jeho smrti roku 1766 bylo lotrinské spolu s barským vévodstvím přičleněno k Francii jako jedna z jeho provincií.

## Historie

### Vznik vévodství

Obě lotrinská vévodství v roce 959

Po smrti císaře Ludvíka I. Pobožného v roce 840 byla roku 843 Franská říše rozdělena Verdunskou smlouvou mezi jeho tři syny. „Středofranská říše“ společně s titulem císaře připadla Lotharu I.; sahala od Nizozemí (dnešní Nizozemsko a Belgie) přes Burgundsko až po císařské město Řím v Itálii. Tato střední říše pak byla v roce 855 znovu rozdělena při Prümském dělení mezi jeho syny, z nichž Lothar II. obdržel území mezi Mázou, Rýnem, pobřežím Severního moře a Besançonem, které po něm neslo jméno Lotharingie. Po smrti Lothara II. si Lotharingii roku 870 Mersenskou smlouvou rozdělily mezi sebe Západofranská a Východofranská říše. V roce 880 pak nakonec celé území Lotharingie získal pro sebe Ribemontskou smlouvou východofranský král Ludvík III. Mladý. Dělení franské říše tak bylo ukončeno a z Lotharingie se v rámci Východofranské říše stalo samostatné vévodství. Jeho prvním vévodou (dux regni quod a multis Hlotharii dicitur = „vévoda říše, která je mnohými Lotharovou nazývána“) se v roce 903 stal rheingauský hrabě Gebhard. Po vymření Karlovců ve Východofranské říši (911) připadlo vévodství na krátkou dobu opět k říší západofranské, než jej král Jindřich I. Ptáčník roku 925 podmíněním si vévody Giselberta znovu a definitivně připojil k Východofranské říši, jako její 5. vévodství.

### Rozdělení na Horní a Dolní Lotrinsko

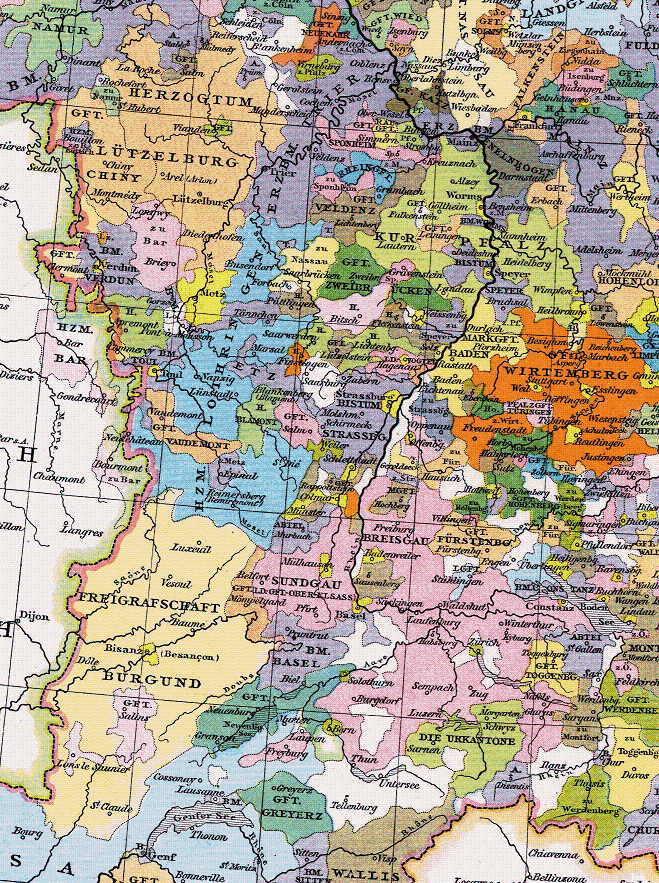
Lotrinské vévodství v rámci Svaté říše římské okolo roku 1400 (světlemodré plochy uprostřed)

V roce 959 bylo vévodství lotrinské rozděleno na dvě: Horní Lotrinsko (území dnešního francouzského regionu Lotrinsko, Sárska, Lucemburska a města Trevír, Prüm a Koblenc) a Dolní Lotrinsko (severní část původního území). Po smrti Oty I. Velikého se obě Lotrinska pokusil v roce 978 znovu sjednotit západofranský král Lothar I. Francouzský.

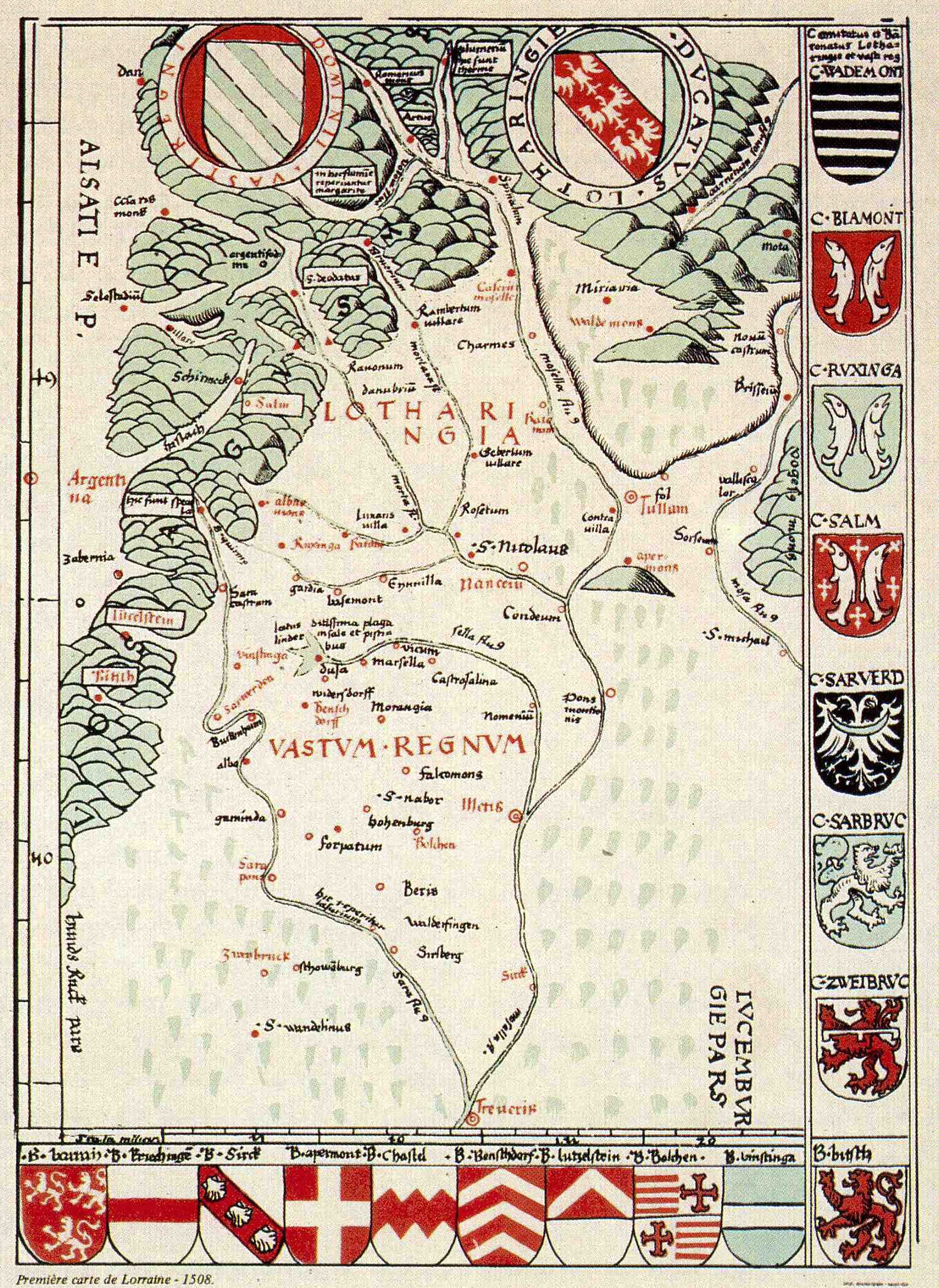
Nejstarší dochovaná mapa Lotrinska, 1508

Asi ve 12. století byla hranice mezi oběma Lotrinsky upravena, takže Lucembursko, Trevír, Prüm a Koblenc připadly Dolnímu Lotrinsku. To se ale v rámci dalšího teritoriálního vývoje Svaté říše římské národa německého probíhajícího přibližně mezi lety 1210-1360 rozpadlo na vévodství lucemburské, vévodství limburské, vévodství Jülich, vévodství brabantské a nespočet dalších malých panství.
Od Horního Lotrinska se sice oddělilo vévodství barské, jeho velká část ale zůstala politicky jednotná a dále tvořila „vévodství lotrinské“, jehož hlavním městem bylo Nancy. Města Mety, Toul a Verdun byla svobodnými říšskými městy; také biskupové z Met, Toulu a Verdunu získali pro sebe malá území podřízená přímo císaři.

### Rostoucí vliv Francie
Když se lotrinský vévoda František I. Štěpán Lotrinský rozhodl oženit s rakouskou arcivévodkyní Marií Terezií, považovala Francie další očekávané posílení rakouské přítomnosti na Rýnu za nebezpečí. Vídeňským mírem se proto roku 1735 František vzdal Lotrinska výměnou za velkovévodství toskánské. Na základě této dohody získal také Lotrinsko pro sebe vyhnaný polský král Stanisław Leszczyński, jemuž jako poslednímu vévodovi lotrinskému náleželo až do jeho smrti 23. února 1766, kdy zaniklo a stalo se integrální součástí Francie.

## Symbolika

znak:
znak Hornolotrinského vévodství
znak lotrinského vévody v roce 1703
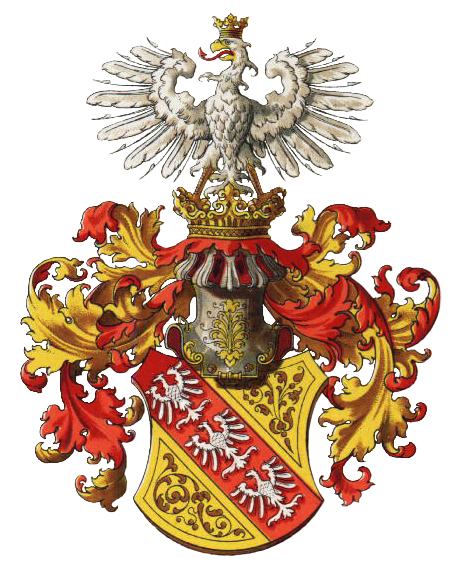
znak lotrinských s klenotem od rakouského heraldika H. G. Ströhla

vlajky:
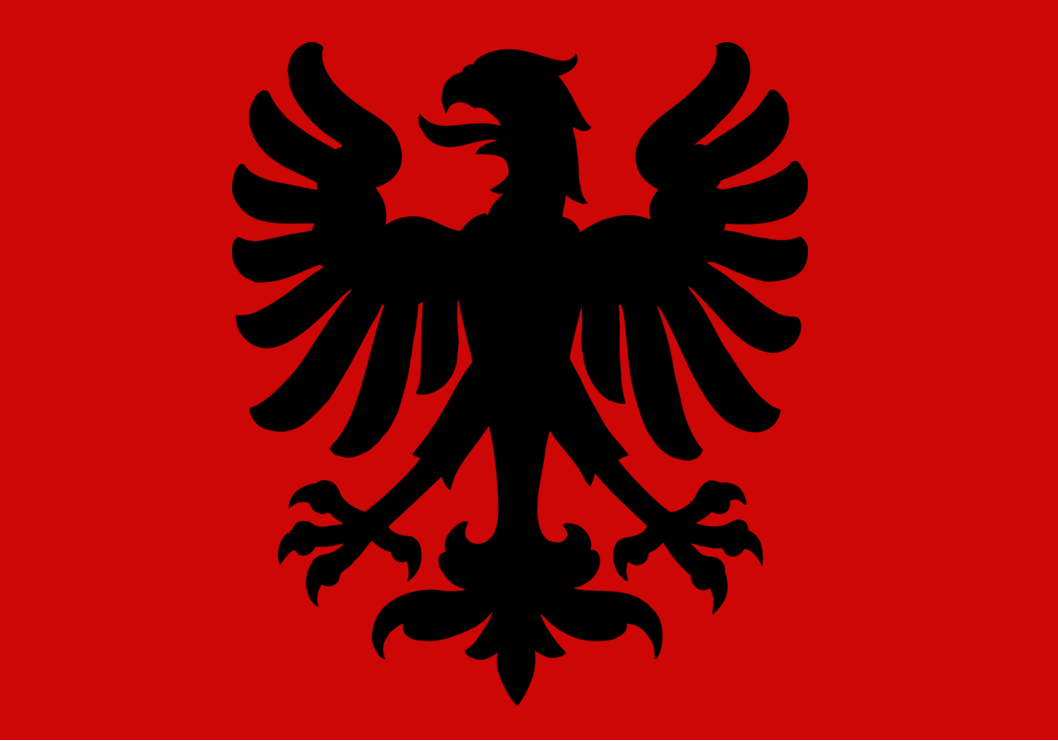
962–1300
1300–1766
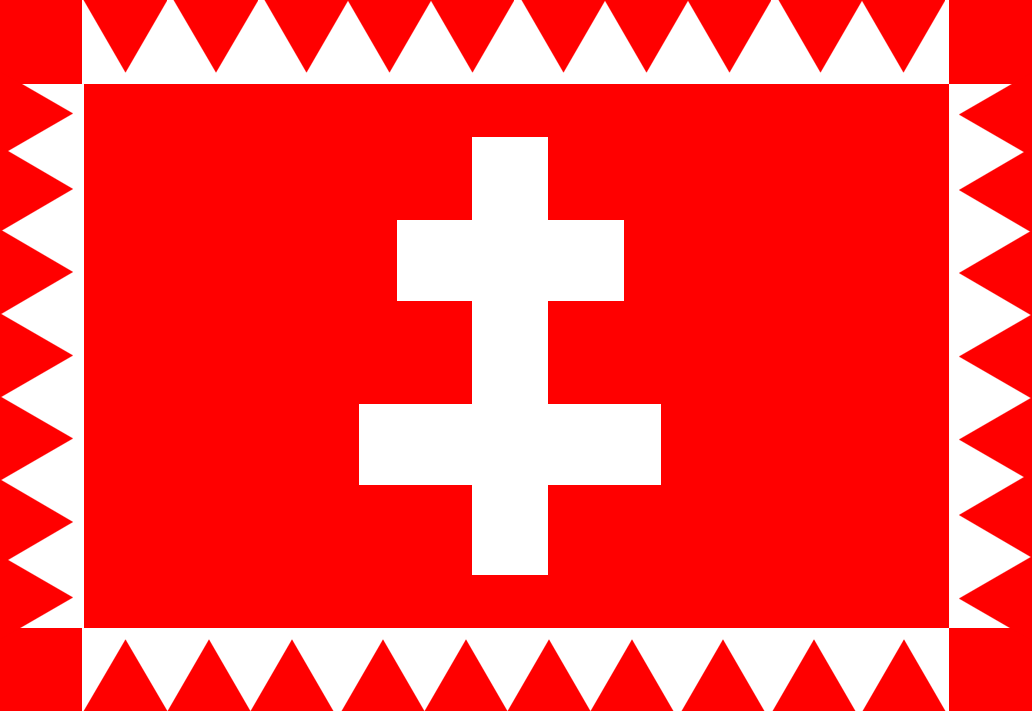
válečná vlajka (burgundské války) s lotrinským křížem
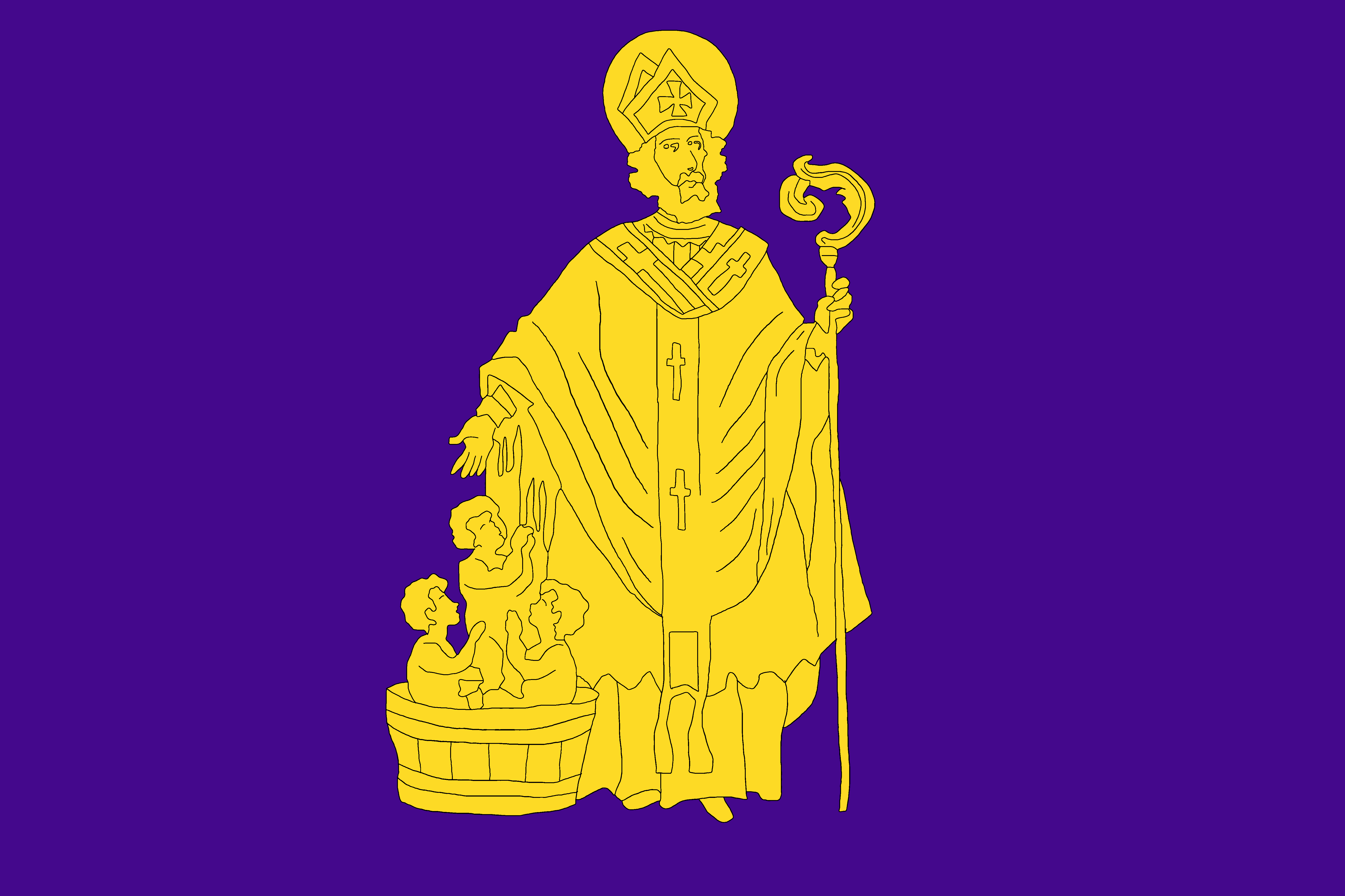
vlajka (bitva u Nancy) se sv. Mikulášem
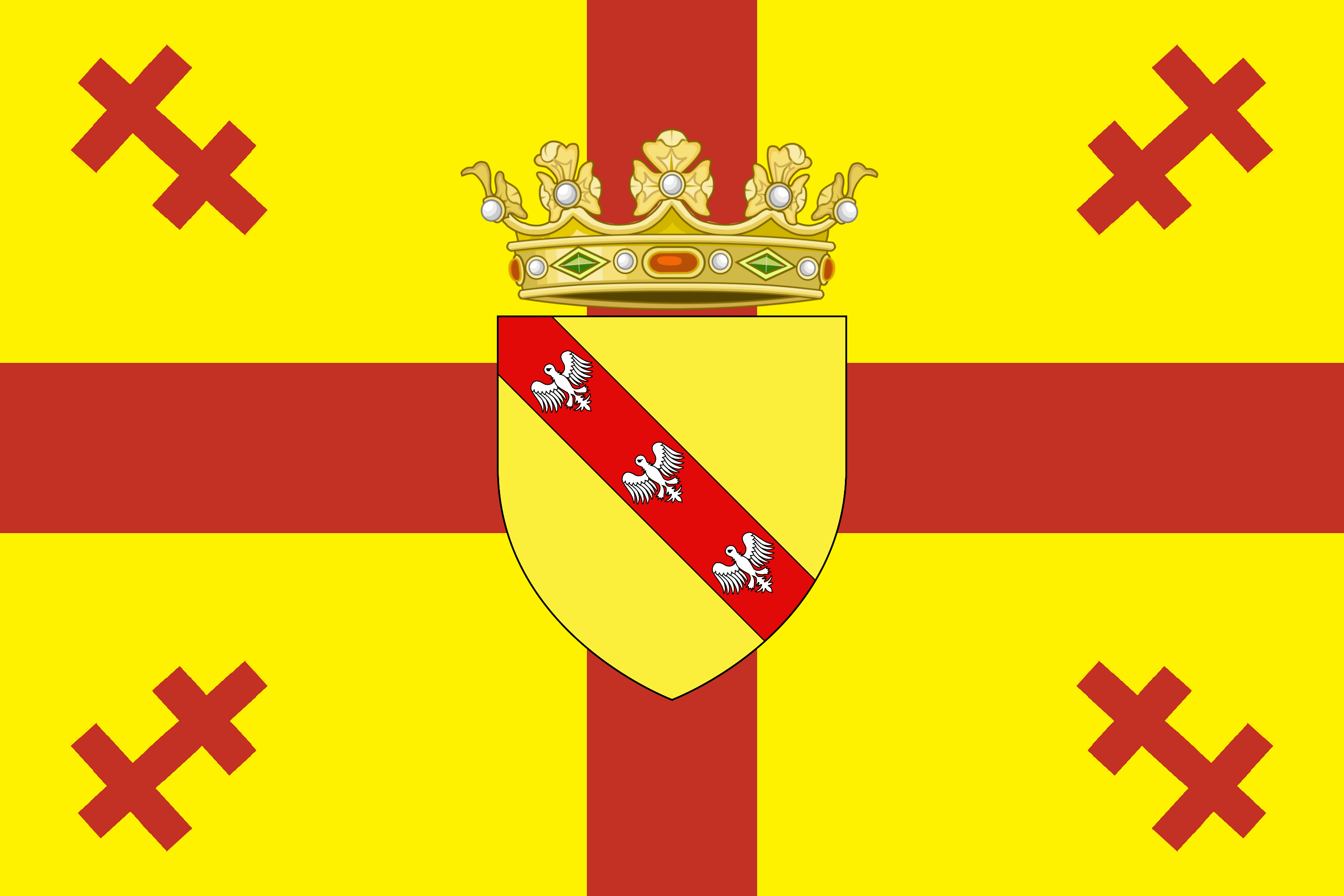
vlajka Karla IV. Lotrinského
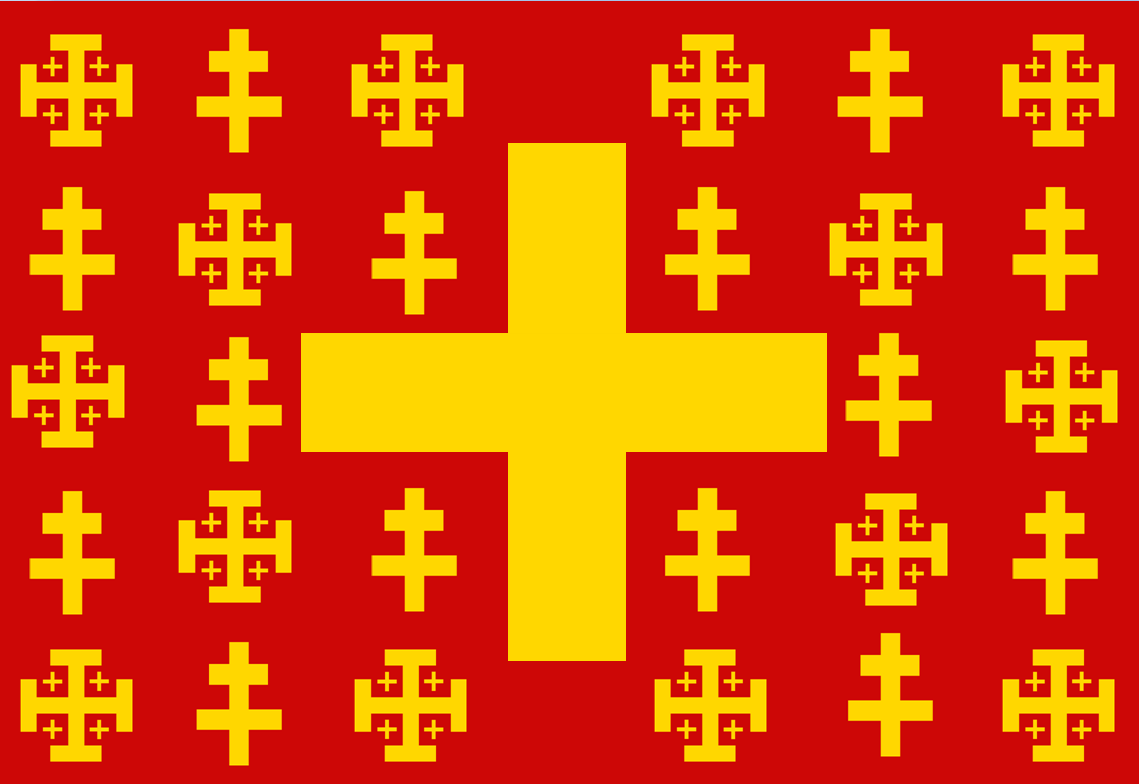
vlajka Leopolda Josefa Lotrinského